# Thomas D’Souza
Thomas D’Souza (ur. 26 sierpnia 1950 w Adyapady) – indyjski duchowny katolicki, arcybiskup Kalkuty od 2012.

## Życiorys
Święcenia kapłańskie otrzymał 16 kwietnia 1977.
14 czerwca 1997 został mianowany biskupem diecezji Bagdogra. Sakry biskupiej udzielił mu 25 stycznia 1998 ówczesny arcybiskup Kalkuty – Henry Sebastian D’Souza.
12 marca 2011 papież Benedykt XVI mianował go arcybiskupem koadiutorem Kalkuty. 23 lutego 2012 po przejściu na emeryturę poprzednika został pełnoprawnym ordynariuszem.